# وینیل استات
وینیل استات با فرمول شیمیایی C4H6O2 یک ترکیب شیمیایی با شناسه پاب‌کم ۷۹۰۴ است. که جرم مولی آن 86.09 g/mol می‌باشد. شکل ظاهری این ترکیب، مایع بی‌رنگ است.
تولید

ظرفیت تولید در سراسر جهان از مونومر وینیل استات (VAM) در ۶۱۵۴۰۰۰ تن / سال در سال ۲۰۰۷، تخمین زده می‌شد با اکثر ظرفیت متمرکز در ایالات متحده (۱۵۸۵۰۰۰ تمام در تگزاس)، چین (۱۲۶۱۰۰۰)، ژاپن (۷۲۵۰۰۰) و تایوان (۶۵۰۰۰۰). متوسط لیست قیمت برای سال ۲۰۰۸ $ ۱۶۰۰ / تن بود. Celanese بزرگ‌ترین تولید است (حدود ۲۵٪ از ظرفیت در سراسر جهان)، در حالی که دیگر تولید قابل توجه عبارتند از چین شرکت پتروشیمی (۷٪)، چانگ چون گروه (۶٪) و (LyondellBasell (5%).
این یک ماده کلیدی در (مبلمان-چسب) است.
از همهٔ فرآیندهای ساخت ویژه بسپارهای گرمانرم برای تولید محصول در شکل نهایی خود، میتوان برای تولید محصولات EVA نیز استفاده کرد همچنین از این رزین‌ها می‌توان برای ساخت چسب‌های مذاب داغ استفاده کرد و آن‌ها را می‌توان با سایر پلیمرها آمیزه سازی کرد.
```
:نحوه تهیه
```

قسمت اصلی فرایند تولید شامل واکنش اتیلن و اسید استیک با اکسیژن در حضور یک کاتالیزور پالادیوم است.
C2H4 + CH3CO2H + 1/2 O2 → CH3CO2CHCH2 + H2O
واکنش‌های جانبی اصلی احتراق پیش سازهای آلی است. وینیل استات یک بار توسط hydroesterification آماده شد. این روش شامل علاوه بر فاز گاز اسید استیک به استیلن در حضور کاتالیزور فلز. با این مسیر، با استفاده از جیوه (II) کاتالیزور، وینیل استات برای اولین بار توسط Klatte در ۱۹۱۲. تهیه شده بود روش دیگر مربوط به وینیل استات شامل تجزیه حرارتی دی استات ethylidene:
(CH3CO2)2CHCH3 → CH3CO2CHCH2 + CH3CO2H
پلیمریزاسیون

برای تولید پلی وینیل استات باید وینیل استات را پلیمره کرد. با استفاده از سایر مونومرها می‌توان کوپلیمرهایی مثل اتیلن-وینیل استات(EVA)، وینیل استات-اسیداکریلیک(VA/AA)، پلی وینیل کلرید استات(PVCA) و پلی وینیل پرولیدن (کوپلیمرهای Vp/Va با کاربرد در ژل مو) تهیه کرد[۶]. با توجه به بی‌ثباتی رادیکال‌ها، تلاش برای کنترل روند پلیمریزاسیون از طریق روش کنترل پویا بسیار مشکل‌زا است. یک روش مناسب برای کنترل این روند اضافه کردن یک زانتات یا یک عامل انتقال دهنده زنجیر دی تیو کربامات، است.

واکنش‌های دیگر

وینیل استات تحت بسیاری از واکنش‌های قایل پیش‌بینی برای یک آلکن یا یک استر قرار می‌گیرد. با افزودن برمین به آن می‌توان از آن برمید تهیه کرد. اگر تحت واکنش با هلیدهای هیدروژن قرار گیرد۱-هالو اتیل استات می‌دهد که نمی‌توان آن را با سایر روش ه سنتز کرد زیرا هالو الکل‌های متناظر آن در دسترس نیستند. همچنین می‌توان با اسید استیک در حضور کاتالیست پالادیوم، اتیلن دی استات CH3CH(oAc)2 تولید نمود. با یک اسید کربوکسیلیک می‌توان ن را تحت انتقال استری قرار داد[۷]. همچنین تحت واکنش دیلز آلدر ۲+۲می‌تواند تولید یک ترکیب حلقوی نماید.
ارزیابی سمیت

در ۳۱ ژانویه ۲۰۰۹، ارزیابی نهایی کانادا به این نتیجه رسیدند که قرار گرفتن در معرض وینیل استات برای سلامت انسان مضر نمی‌باشد
این تصمیم تحت قانون حفاظت از محیط زیست کانادا (CEPA) اطلاعات جدید دریافت در طول دوره نظر عمومی، و همچنین به عنوان اطلاعات بیشتر اخیر از ارزیابی ریسک انجام شده توسط اتحادیه اروپا بر اساس شد.